# 明日に向かって走れ-月夜の歌-
『明日に向かって走れ-月夜の歌-』（あしたにむかってはしれ-つきよのうた-）は、エレファントカシマシの9枚目のオリジナル・アルバム。

## 概要
前作より1年1ヶ月ぶりの新作。バンド最大のヒットとなっている。オリコン週間アルバムチャートはマライア・キャリー『バタフライ』に阻まれ2位となったが、邦楽アルバムチャートでは1位を記録。2009年9月16日、HQCD仕様で再発。

## 収録曲
全作詞・作曲・編曲：宮本浩次（注記を除く）
1. 明日に向かって走れ (アルバムミックス) (4:37)
  - 編曲：宮本浩次・佐久間正英
  - 13thシングル曲。キーボードとハーモニカの音が前面に出たアレンジ。
2. 戦う男 (アルバムバージョン) (3:46)
  - 14thシングル曲。新録。シングルバージョンはフェードアウトするが、このアルバムバージョンでは完奏している。
3. 風に吹かれて (4:16)
  - 本作発売後16thシングルとしてリカット。
4. ふたりの冬 (アルバムミックス) (3:47)
  - 13thシングルのカップリング曲のアルバムミックス。
5. 昔の侍 (3:41)
  - ストリングス編曲：佐久間正英・宮本浩次・斉藤ネコ
6. せいので飛び出せ! (4:09)
  - 作詞・作曲・編曲：ダンディーブラザーズ（高緑成治・宮本浩次）
7. 遠い浜辺 (アルバムミックス) (4:47)
  - 作詞・作曲：ガンダーラコンビネーション（石森敏行・宮本浩次）
  - 編曲：宮本浩次・佐久間正英
  - 14thシングルのカップリング曲のアルバムミックス。
8. 赤い薔薇 (4:44)
  - 15thシングルのカップリング曲。
9. 月夜の散歩 (3:26)
10. 恋人よ (5:39)
11. 今宵の月のように (4:11)
  - 編曲：宮本浩次・佐久間正英
  - バンド最大のヒット曲となった15thシングル曲。

## 演奏
- 佐久間正英：Keyboards
- 土方隆行：Acoustic Guitar (#11)
- 斉藤ネコカルテット：Strings (#5) 
  - 斉藤ネコ：1st Violin
  - グレート栄田：2nd Violin
  - 山田雄司：Viola
  - 藤森亮一：Cello
- 斉藤ネコストリングス：Strings (#5)